# Feu jaune clignotant

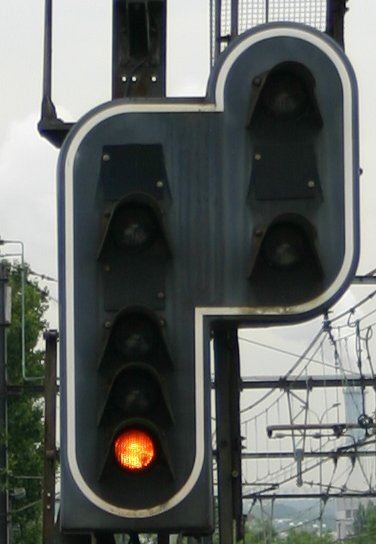
Feu de signalisation

Le feu jaune clignotant est un signal ferroviaire de type SNCF.

## Principe
Le feu jaune clignotant sert à annoncer un avertissement qui est à distance réduite du signal d'arrêt, c'est-à-dire à une distance inférieure à la distance normale de freinage. La distance de l'avertissement au signal d'arrêt annoncé peut n'être que de 500 m (400 m dans certains cas). Il peut également annoncer un ralentissement à 30 km/h (lorsque la distance entre le ralentissement 30 et le rappel de ralentissement 30 est insuffisante pour les trains les plus rapides).

## Note
Ce signal avait pour prédécesseur le préavertissement, aujourd'hui obsolète.